# نیکولاس موراکیس
نیکولاس موراکیس (یونانی: Νικόλαος Μοράκης) یک تیرانداز اهل یونان است.
از افتخارات وی میتوان به کسب مدال برنز تپانچه جنگی ۲۵ متر در بازی‌های المپیک تابستانی ۱۸۹۶ اشاره کرد.